# Giovanni Battista Rabino
Giovanni Battista Rabino, né le 15 décembre 1931 à Montaldo Scarampi (province d'Asti, dans le Piémont) et mort le 12 mars 2020 à Asti, est un syndicaliste et homme politique italien.

## Biographie
Giovanni Battista Rabino est député à la Camera dei Deputati durant les IXe et Xe législatures entre 1983 et 1992, dans le groupe de la Démocratie chrétienne.
Durant la XIe législature (1992-1994) il est sénateur de la République dans le groupe du Parti populaire.
Il est maire de Montaldo Scarampi, sa ville natale, de 2004 à 2009.
Giovanni Battista Rabino est tombé malade à son retour d'un déplacement à Alassio le 18 février 2020 et était en traitement dans l'unité de soins intensifs de l'hôpital Cardinal-Massaia à Asti depuis le 26 février. Il meurt à Asti le 12 mars 2020, à l'âge de 88 ans, des suites d'une pneumonie contractée lors de l'épidémie du coronavirus Covid-19